# 뜬구름아 말 물어보자
"뜬구름아 말 물어보자"는 한국에서 제작된 박윤교 감독의 1966년 영화이다. 김진규 등이 주연으로 출연하였고 박의순 등이 제작에 참여하였다.

## 출연

### 주연
- 김진규
- 김천만
- 조미령

## 기타
- 조명: 노군필
- 미술: 김성배